# Требинє (громада)
Требинє (серб. Општина Требиње, Град Требиње) — громада, розташована в регіоні Требинє Республіки Сербської. Адміністративним центром є місто Требинє.